# Greveningepolder

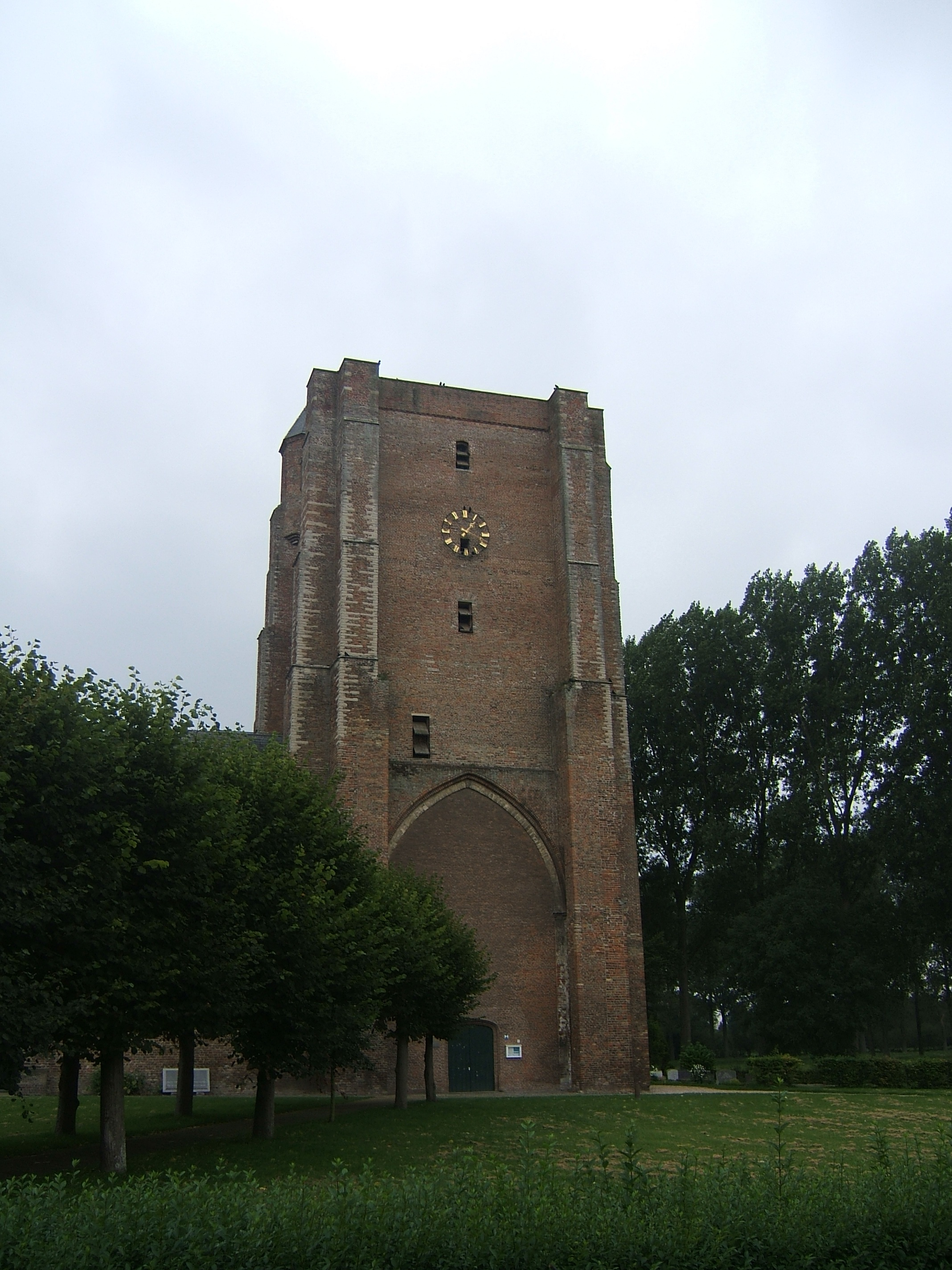
De zware toren van Sint Anna ter Muiden bevindt zich in het meest oostelijke deel van de Greveningepolder

De Greveningepolder is een polder ten westen van Sint Anna ter Muiden, behorend tot de Sluisse- en Zwinpolders.  De polder werd bedijkt in 1170.
Deze internationale polder is 740 ha groot, en slechts ongeveer 25 ha ligt in Nederland, het overgrote deel in België. In België is de noordgrens de Greveningedijk.  De zuidgrens wordt gevormd door de Roden Ossenstraat.  In Nederland wordt de noordgrens gevormd door de Nederherenweg, de Nederheerweg en de Greveningedijk. Een deel verdween in het akkerland.  In de dorpskern van Sint Anna ter Muiden is de Singel en de Greveningseweg de oostgrens van de polder.  
Aan de Belgische zijde bevindt zich een onderdeel van de Linie van Cantelmo, deel uitmakend van de Staats-Spaanse Linies.